# Ron Latz

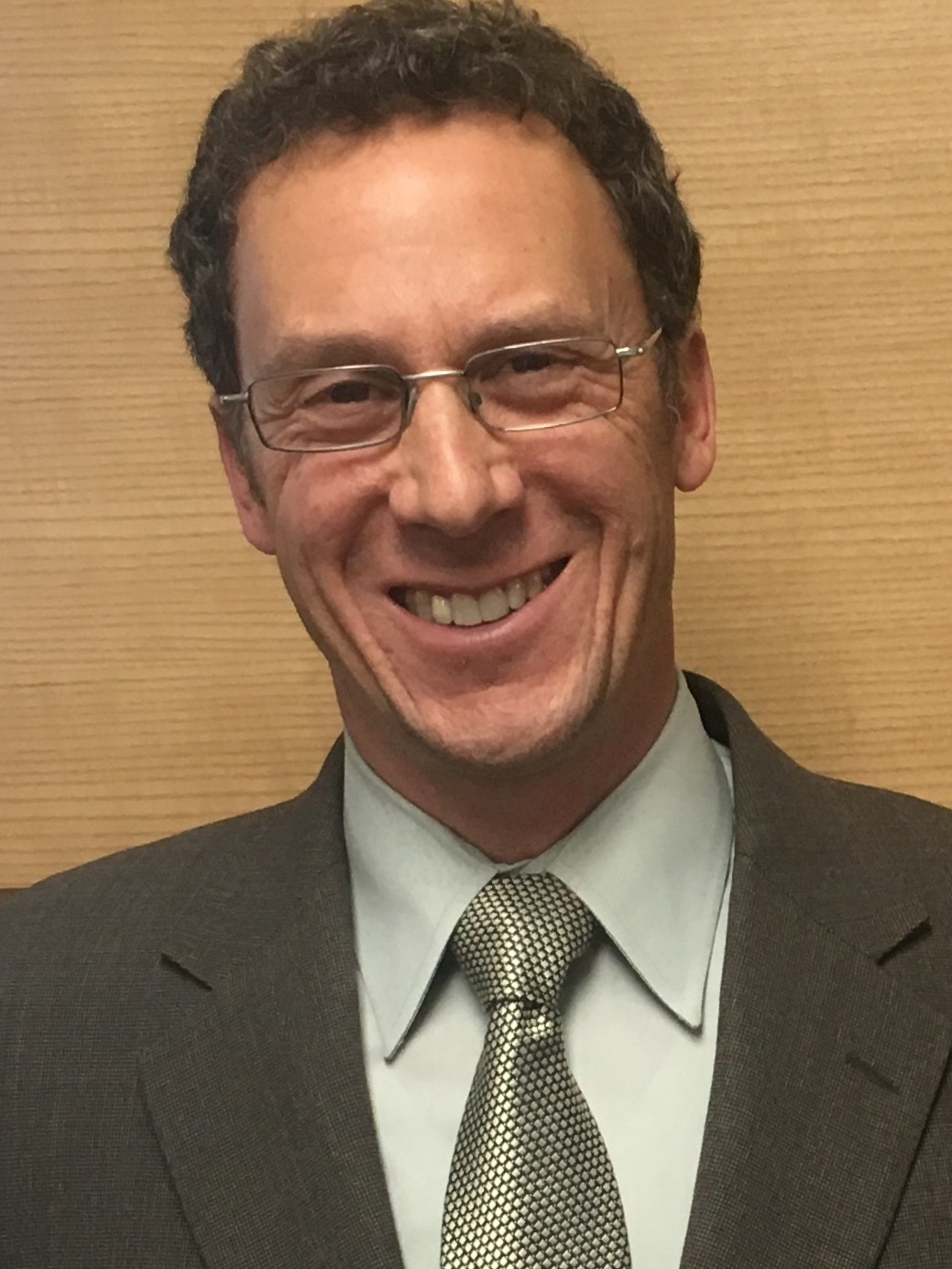
Ron Latz, 2016

Ron Latz (* 9. August 1963 in Minneapolis, Minnesota) ist ein US-amerikanischer Politiker der Demokratischen Partei.

## Leben
Latz studierte Politik- und Rechtswissenschaften an der University of Wisconsin und danach an der Harvard University. Von 2003 bis 2007 war er Abgeordneter im Repräsentantenhaus von Minnesota und seit 2007 ist er als Nachfolger von Steve Kelley Senator im Senat von Minnesota. Latz ist verheiratet, hat drei Kinder und wohnt mit seiner Familie in St. Louis Park, Minnesota.